# لعاب الصائم
بصاق (لعاب) الصائم هو اللعاب الذي يتم إنتاجه في الصباح قبل الإفطار، وقد استخدم لعلاج مجموعة متنوعة من الأمراض لمئات السنين. تعتبر علاجات البصاق عادة أكثر فاعلية في حالة استخدام البصاق أثناء الصوم.
الاستخدام المبكر المسجل للبصقة كعلاج يأتي من إنجيل القديس مرقس، الذي يعتقد أنه كتب في حوالي 70 م:
«وأحضروا له [يسوع] شخصًا أصمًا، وكان له عائق في حديثه... وأخذه من الجمع، ووضع أصابعه في أذنيه، وبصق ولمس لسانه؛ فقال له أفتاحا أي يفتح.» مرقس 7: 32-5
في نفس الوقت الذي كتب فيه مرقس، علق الفيلسوف الطبيعي الروماني بليني في تأريخه الطبيعي بأن لعاب الصائم كان فعالًا في علاج الرمد، وأن بصق المرأة مفيد بشكل خاص لعلاج عيون الدم.